# 杨坦园墓
杨坦园墓是清代诗人、戏曲家杨恩寿的墓地，位于湖南省长沙市雨花区石马铺，现在的雅塘文化公园内小山的半山腰，反应了湖湘文化风格，古朴庄重。该墓东西向，约10平方米占地，墓冢底径2.5米高0.6米。墓围形似卷起的袖子，前面有长条形花岗石墓栏。
东面有三块汉白玉墓碑，正碑上刻“诗人杨坦园之墓”，左碑抄录杨恩寿遗诗一首:“祭扫攸宜子若孙，自营生塘自南门。大书深刻题碑字，但著诗人杨坦园”。右碑记载了为杨恩寿之子杨逢辰以及孙杨焕章、杨桂章光绪十一年（1891年）十月十六日葬其于石马铺新塘村并立碑的事迹，为研究杨恩寿的生卒年提供了实物佐证。
该墓是2010年普查时新发现的，次年列入省级文物保护单位。